# 艾森施泰因山 (阿爾卑斯山脈)
47°57′35.8″N 15°26′24.9″E / 47.959944°N 15.440250°E

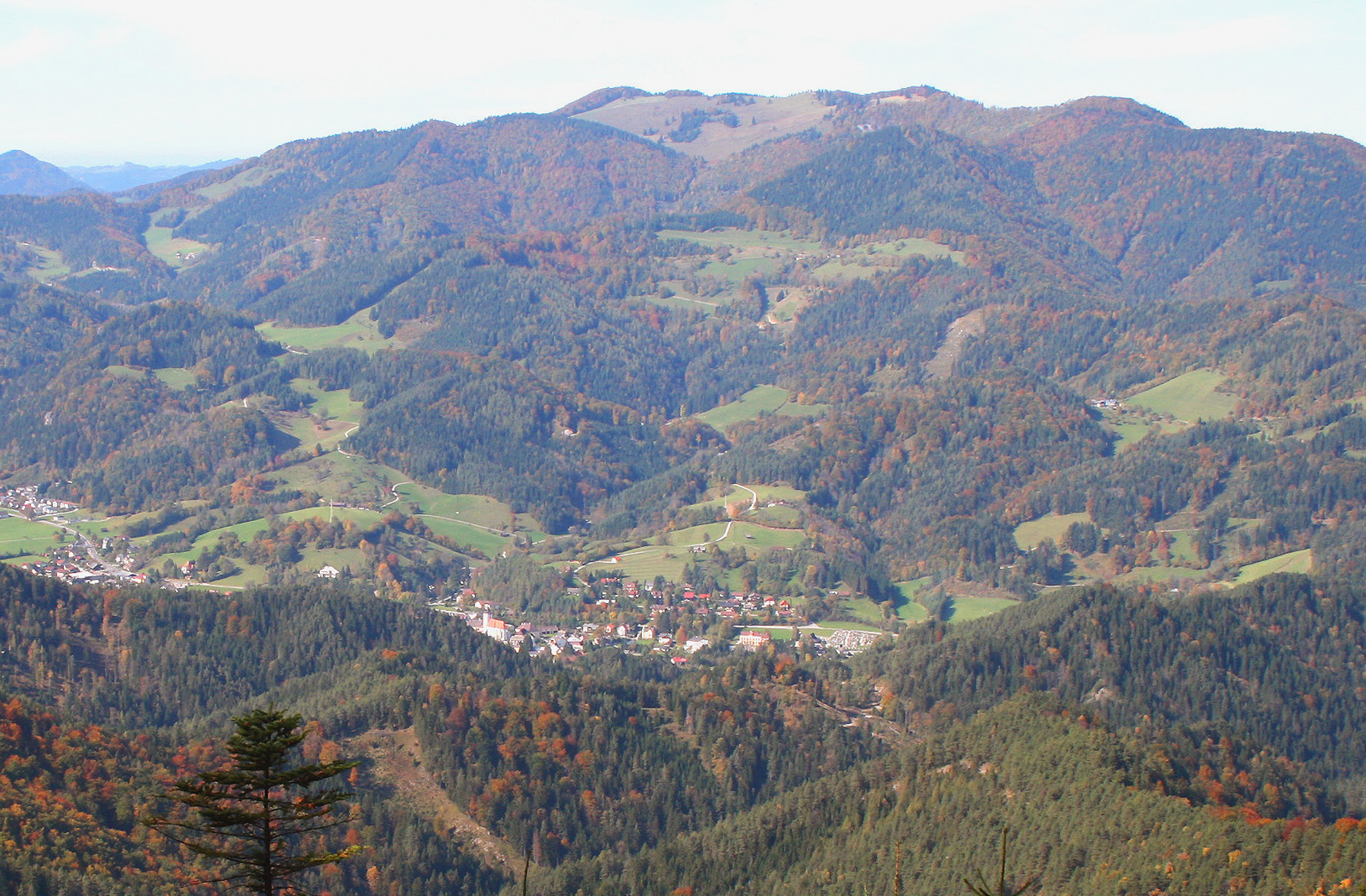

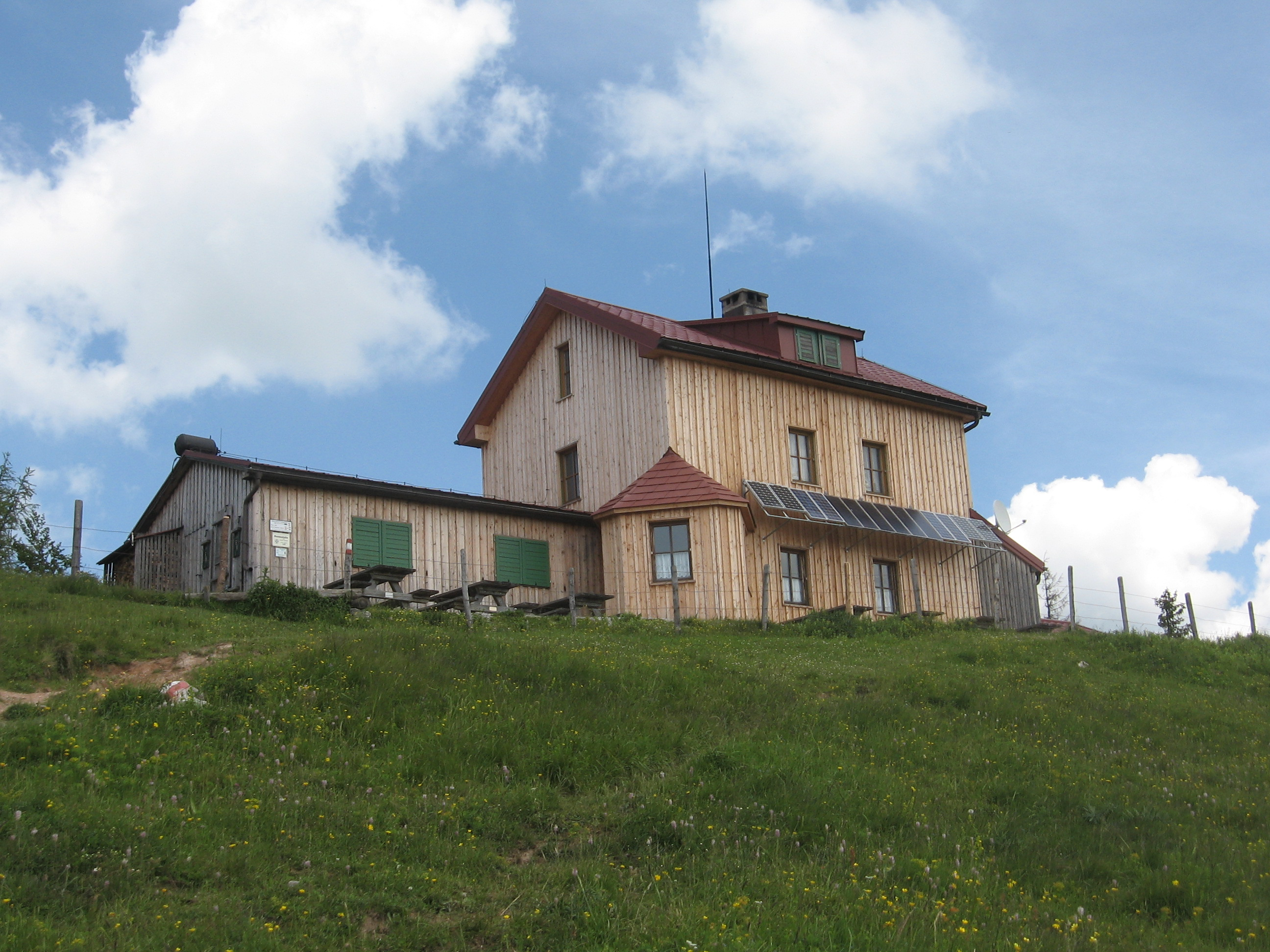

艾森施泰因山（德語：Eisenstein），是奧地利的山峰，位於該國東北部，由下奧地利州負責管轄，屬於蒂爾尼茨阿爾卑斯山脈的一部分，距離霍恩施泰因山5.2公里，海拔高度1,185米。